# Pondicherry Airport
Pondicherry Airport är en flygplats i Indien.   Den ligger i delstaten Tamil Nadu, i den södra delen av landet, 1 900 km söder om huvudstaden New Delhi. Pondicherry Airport ligger 43 meter över havet.
Terrängen runt Pondicherry Airport är platt. Havet är nära Pondicherry Airport åt sydost.  Närmaste större samhälle är Pondicherry, 4,4 km sydost om Pondicherry Airport. Omgivningarna runt Pondicherry Airport är en mosaik av jordbruksmark och naturlig växtlighet.